# Harry Gregg
Henry „Harry” Gregg OBE (Magherafelt, 1932. október 27. – 2020. február 16.) északír válogatott labdarúgókapus, edző. Sir Matt Busby edzősége idején 247 tétmérkőzésen lépett pályára a Manchester United színeiben, ezenkívül játszott a Doncaster Rovers és a Stoke City csapataiban is. 
Az északír válogatott tagjaként részt vett az 1958-as labdarúgó-világbajnokságon. 1954 és 1964 között 25 alkalommal viselte a címeres mezt. 
Pályafutása befejezése után edzőként tevékenykedett, irányította a Shrewsbury Town, a Swansea City, a Crewe Alexandra és a Carlisle United csapatát is.

## Pályafutása

### Klubcsapatokban
Gregg Magherafeltben született, Londonderry megyében. Tanulóként asztalosként dolgozott, labdarúgópályafutását a Windsor Park Swiftsben kezdte, majd aláírt a Coleraine csapatához. 1952-ben a Doncaster Rovers szerződtette, majd 1957 decemberében akkor posztján világrekordnak számító 23 000 fontért igazolta le a Manchester United.
A müncheni légikatasztrófa során tanúsított hősies magatartásáért később „Müncheni hősként” is emlegették, csapattársai közül Bobby Charltont, Jackie Blanchflowert és Dennis Violletet is ő húzta ki az égő repülőgép roncsai közül, csakúgy ahogy az eszméletlen Matt Busbyt is. George Best, a klub későbbi legendás labdarúgója úgy nyilatkozott: "A bátorság egy dolog, de amit Harry tett, több volt, mint bátorság. Jóságból cselekedett."
Gregg több sporttörténész és sportújságíró szerint a klub történetének legjobb kapusai közé tartozott, a csapat színeiben lejátszott 247 tétmérkőzése során 48 alkalommal őrizte meg kapuját a góltól. A klub történetének ezen szakasza az egyik legsikeresebb, ám Gregget többször sérülés hátráltatta, hogy ezekből kivegye a részét. Az 1963-as Fa-kupa-döntőt sérülés miatt hagyta ki, ahogy az 1964–65-ös szezon nagy részét is.   
1966 decemberében a Stoke City csapatához szerződött, ahol két bajnokin állt a kapuba, majd az 1966–67-es idény végén befejezte pályafutását.

### A válogatottban
Az északír válogatottban 1954 és 1964 között 25 alkalommal lépett pályára, részt vett az 1958-as labdarúgó-világbajnokságon, ahol a negyeddöntőig jutott a válogatottal és ahol a torna legjobb kapusának választották.

### Edzőként
1968-ban kinevezték a Shrewsbury Town menedzserévé. 1972-ig ült a csapat kispadján, majd a Swansea City irányítását vette át. Később dolgozott még a Crewe Alexandra és a Carlisle United csapatánál is.

## A médiában
Gregg számos televíziós műsorban szerepelt, ami a Manchester Unitedről és a müncheni légikatasztrófáról szólt. Ilyen volt a München: Egy álom vége, egy 1998-as dokumentumfilm, amely a baleset 40. évfordulóján készült, és az 50. évfordulón megjelent Egy élet: A müncheni légikatasztrófa című dokumentumfilm is, amely 2008. február 6-án került adásba a BBC-n, és amelyben először tért vissza a baleset helyszínére és a kórházba, valamint találkozott Vera Lukić fiával, akivel a nő a katasztrófa idején terhes volt. Az jugoszláv diplomata feleségét szintén Gregg mentette ki a roncsok közül. A dokumentumfilmben csalódását fejezte ki amiatt, hogy soha nem tudta megismerni Lukić urat, aki 2007-ben hunyt el. Alakja megjelent a 2011-es United című filmdrámában, ahol Ben Peel színész személyesítette meg és amely film szintén a müncheni eseményeknek állít emléket.
Gregg érzelmi beszámolója hallható a National Geographic Channelen bemutatott Müncheni légikatasztrófa: ott voltam című műsorban. A dokumentumfilm legfőképp Gregg, Vera Lukić és annak Vesna nevű lányával való találkozásra összpontosít. Vesna a baleset idején kisgyermek volt.
2012. április 16-án a szintén a National Geographic Channelen futó Légikatasztrófák című dokumentumsorozat egy epizódja is foglalkozott az 1958-as müncheni katasztrófával. 
2015 áprilisában a Belfast Filmfesztivál részeként játékfilmet mutattak be, amelyben Gregg az északír válogatott tagjaival (Billy Bingham, Peter McParland, Jimmy McIlroy és Billy Simpson) együtt nagy szerepet játszik a cselekményben, amely a válogatott útját mutatja be az 1958-as világbajnokságig, megemlítve a müncheni légikatasztrófa eseményeit is.

## Magánélete
1957-ben, még a Doncaster játékosaként vette feleségül Mavis Markhamot a doncasteri Szent Jakab-templomban. Első gyermekük, Linda, abban az évben született. Egy évvel később született második lányuk, Karen. Mavis 1961-ben rákbetegség következtében meghalt. Gregg 1965. július 2-án feleségül vette Carolyn Maunderst a Rostherne-i Szent Mária plébániatemplomban. Négy gyermekük született: Julie, Jane, Suzanne és John-Henry. 2009. április 24-én lánya, Karen 50 éves korában szintén rákbetegség áldozata lett.
Unokaöccse Steve Lomas negyvenötszörös északír válogatott labdarúgó, aki többek között a Manchester City és a West Ham United játékosa, valamint a St Johnstone és a Millwall vezetőedzője volt pályafutása során.
2012. május 15-én az Old Traffordon ünnepséget rendeztek a tiszteletére, aminek alkalmával a Manchester United az ír liga All-Star csapatával (Irish League Select XI) játszott gálamérkőzést. A találkozót 4–1-re a Manchester United nyerte.
2020. február 16-án néhány hetes betegség után hunyt el a Causeway Kórházban, Coleraine-ban, Londonderry megyében.

## Sikerei, díjai
Egyéni elismerései
- Az 1958-as világbajnokság All Star csapatának tagja[3]
- Az 1958-as világbajnokság legjobb kapusa[3]

1995-ben A Brit Birodalom Rendjének tagja lett (MBE), 2019-ben pedig a Rend tisztségviselője tiszti rangban (OBE) a sportágért tett szolgálatai elismeréseként.
2008. július 1-jén tiszteletbeli diplomát kapott az Ulsteri Egyetemen.

## Statisztika
Forrás:

### Klubcsapatokban
| Klub              | Szezon           | Bajnokság               | Bajnokság     | Bajnokság | FA-kupa       | FA-kupa | Ligakupa      | Ligakupa | Nemzetközi kupa | Nemzetközi kupa | Összesen      | Összesen |
| Klub              | Szezon           | Bajnokság               | Pályára lépés | Gólok     | Pályára lépés | Gólok   | Pályára lépés | Gólok    | Pályára lépés   | Gólok           | Pályára lépés | Gólok    |
| ----------------- | ---------------- | ----------------------- | ------------- | --------- | ------------- | ------- | ------------- | -------- | --------------- | --------------- | ------------- | -------- |
| Doncaster Rovers  | 1952–53          | Second Division         | 8             | 0         | 0             | 0       | –             | –        | –               | –               | 8             | 0        |
| Doncaster Rovers  | 1953–54          | Second Division         | 2             | 0         | 0             | 0       | –             | –        | –               | –               | 2             | 0        |
| Doncaster Rovers  | 1954–55          | Second Division         | 2             | 0         | 0             | 0       | –             | –        | –               | –               | 2             | 0        |
| Doncaster Rovers  | 1955–56          | Second Division         | 21            | 0         | 3             | 0       | –             | –        | –               | –               | 24            | 0        |
| Doncaster Rovers  | 1956–57          | Second Division         | 40            | 0         | 2             | 0       | –             | –        | –               | –               | 42            | 0        |
| Doncaster Rovers  | 1957–58          | Second Division         | 21            | 0         | 0             | 0       | –             | –        | –               | –               | 21            | 0        |
| Doncaster Rovers  | Összesen         | Összesen                | 94            | 0         | 5             | 0       | –             | –        | –               | –               | 99            | 0        |
| Manchester United | 1957–58          | Football First Division | 19            | 0         | 8             | 0       | –             | –        | 4               | 0               | 31            | 0        |
| Manchester United | 1958–59          | First Division          | 41            | 0         | 1             | 0       | –             | –        | 0               | 0               | 42            | 0        |
| Manchester United | 1959–60          | First Division          | 33            | 0         | 3             | 0       | –             | –        | 0               | 0               | 36            | 0        |
| Manchester United | 1960–61          | First Division          | 27            | 0         | 1             | 0       | 2             | 0        | 0               | 0               | 30            | 0        |
| Manchester United | 1961–62          | First Division          | 13            | 0         | 0             | 0       | 0             | 0        | 0               | 0               | 13            | 0        |
| Manchester United | 1962–63          | First Division          | 24            | 0         | 4             | 0       | 0             | 0        | 0               | 0               | 28            | 0        |
| Manchester United | 1963–64          | First Division          | 25            | 0         | 0             | 0       | 0             | 0        | 2               | 0               | 27            | 0        |
| Manchester United | 1964–65          | First Division          | 0             | 0         | 0             | 0       | 0             | 0        | 0               | 0               | 0             | 0        |
| Manchester United | 1965–66          | First Division          | 26            | 0         | 7             | 0       | 0             | 0        | 5               | 0               | 38            | 0        |
| Manchester United | 1966–67          | First Division          | 2             | 0         | 0             | 0       | 0             | 0        | 0               | 0               | 2             | 0        |
| Manchester United | Összesen         | Összesen                | 210           | 0         | 24            | 0       | 2             | 0        | 13              | 0               | 247           | 0        |
| Stoke City        | 1966–67          | First Division          | 2             | 0         | 0             | 0       | 0             | 0        | 0               | 0               | 2             | 0        |
| Stoke City        | Összesen         | Összesen                | 2             | 0         | 0             | 0       | 0             | 0        | 0               | 0               | 2             | 0        |
| Karrier összesen  | Karrier összesen | Karrier összesen        | 306           | 0         | 29            | 0       | 2             | 0        | 13              | 0               | 348           | 0        |

### A válogatottban
| Válogatott     | Év       | Pályára lépés | Gól |
| -------------- | -------- | ------------- | --- |
| Észak-Írország | 1954     | 1             | 0   |
| Észak-Írország | 1956     | 2             | 0   |
| Észak-Írország | 1957     | 6             | 0   |
| Észak-Írország | 1958     | 6             | 0   |
| Észak-Írország | 1959     | 3             | 0   |
| Észak-Írország | 1960     | 3             | 0   |
| Észak-Írország | 1961     | 2             | 0   |
| Észak-Írország | 1963     | 2             | 0   |
| Összesen       | Összesen | 25            | 0   |

## További információ
- Harry Gregg adatlapja a weltfussball.de oldalon (németül)